# 川口神社 (亘理町)
川口神社（かわぐちじんじゃ）は、宮城県亘理郡亘理町にある神社。旧社格は村社。

## 祭神
- 宇迦之御魂神・大海津見神を主祭神として祀る。
  - その他に近隣に鎮座していた神社の水波之賣神、誉田別尊、大山祇神、保食命、鳴雷命、埴山姫神を合祀している。また境内社として金毘羅神社（祭神：大物主神・事代主神）、住吉神社（祭神：住吉三神）、青麻神社（祭神：天照大御神・月読神・天之御中主神）を祀っている。

## 由緒
寛永12年（1635年）3月20日、亘理城主伊達成実により勧請され、当時は「新浜（あらはま）湊神社」と呼ばれていた。正保2年（1645年）には米沢藩主上杉綱勝が金若干を寄進し、京都の吉田神社祠官であった吉田兼敬神祇伯に「大明神」の号を請い願った。請願が受理されて以降は「川口」の二文字を付し「川口大明神」と称するようになった。
天和3年（1683年）ごろになると付近は開拓が進み、民家も83戸に増えた。この時に地名を「新浜」から「荒浜」へと変更した。伝承によれば、享保16年（1731年）11月、阿武隈川の河口が閉塞したため、貨物を運ぶ船（廻船）が荒浜へ入港することができなくなった。この時仙台藩主伊達綱村は自ら出馬し、当社で祈祷を行った。すると、河口の閉塞は忽ち解消され、通船も便利になったので、綱村は川口大明神の霊験に感謝し、自書の扁額と家紋である「竹に雀紋」が入った幕を奉納したと伝わる。
明治5年（1872年）に川口神社へと改称し、村社に列せられた。川口神社は、主祭神に稲荷神の宇迦之御魂神を祀る神社である。そのため、現在も境内には狛犬の代わりに、稲荷神の神使である狐の石像（狛狐）が置かれている。明治42年（1909年）3月に高須賀地区藤倉の湊神社（後述）を合祀したため、主祭神に海神である大海津見神も併せて祀られている。
主祭神の他に、川口神社には荒浜地区の神社が合祀されている。水神である水波之賣神は箱根田浜地区の水神社、八幡大神と呼ばれる誉田別尊・農耕の神である保食命と鳴雷命は箱根田浜地区の八幡神社、山神の大山祇神と土の女神である埴山姫神は荒浜三丁目に鎮座していた黄金嶋神社から合祀された。黄金嶋神社は火伏せの神として、明治28年（1895年）に福島県相馬郡飯舘村に鎮座する虎捕山山津見神社から勧請された神社である。

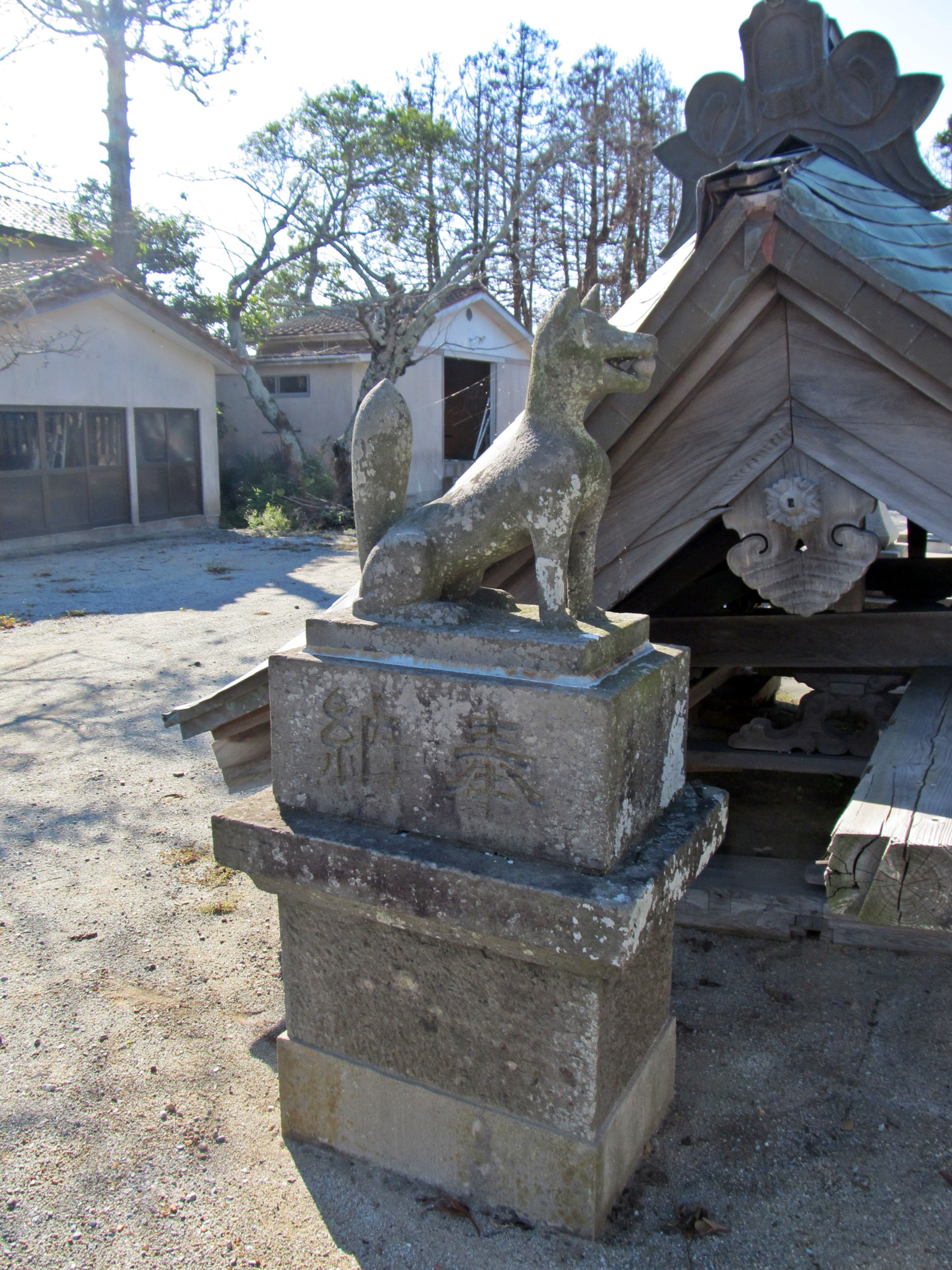
境内の狛狐像
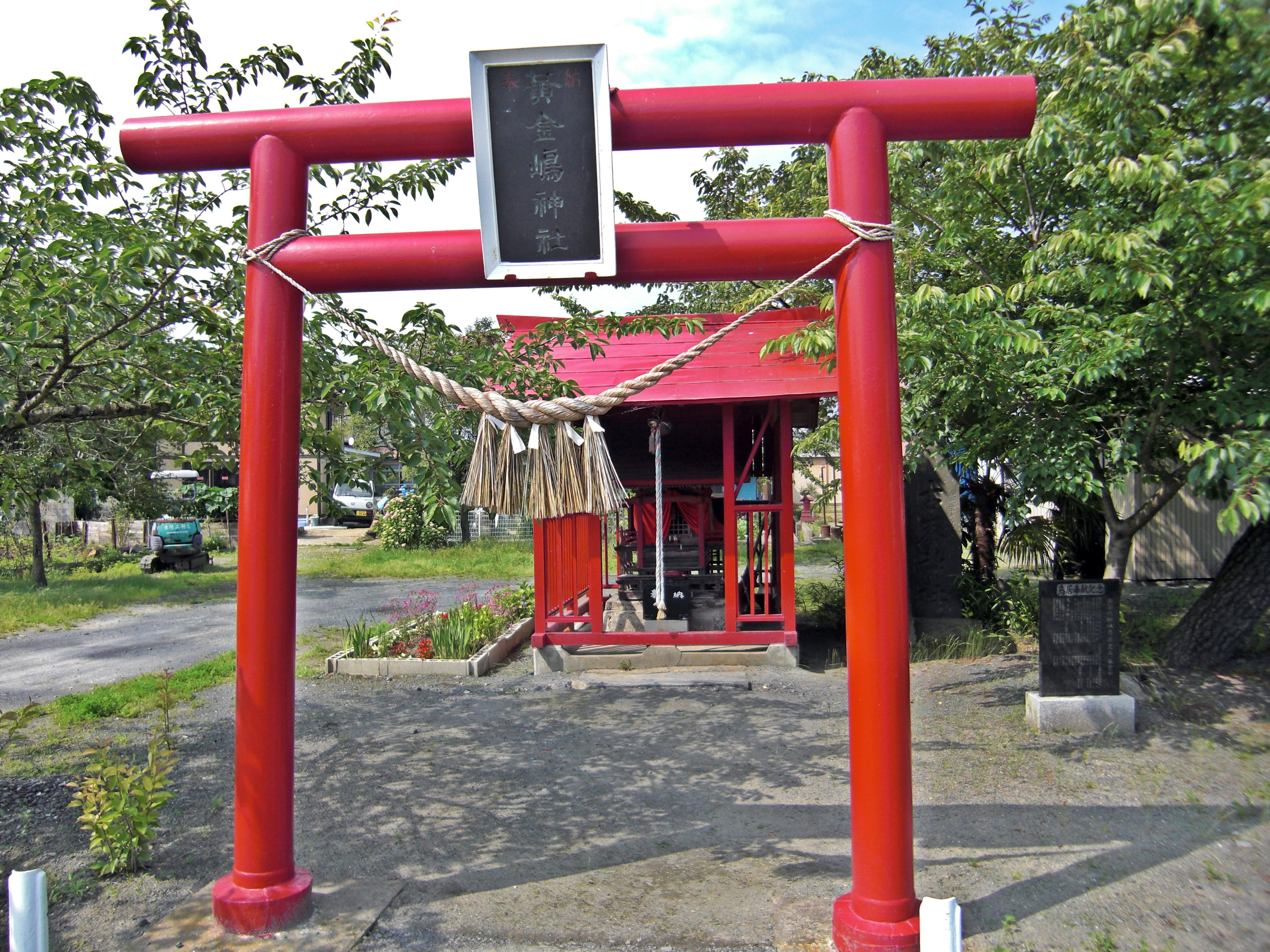
黄金嶋神社 東北地方太平洋沖地震の津波により鳥居以外流出
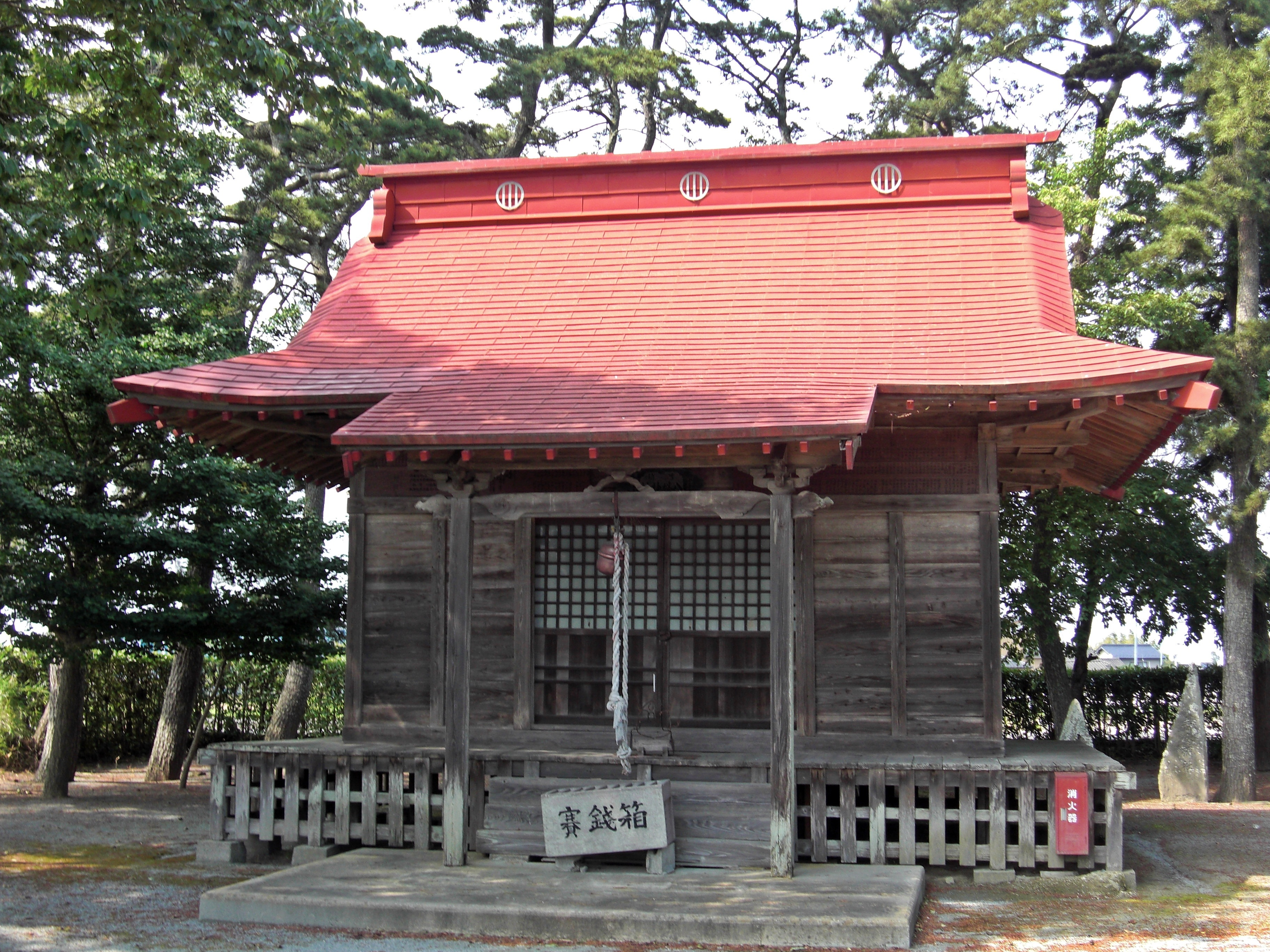
八幡神社 東北地方太平洋沖地震の津波により社殿は流失

平成23年（2011年）3月11日、東北地方太平洋沖地震により大津波が発生し、荒浜地区は甚大な被害を受けた。阿武隈川河口のそばに鎮座する川口神社も、川を遡上し防波堤を超えた津波の直撃を受けた。社殿は地面よりやや高い場所にあるため最小の被害で済んだが、瓦礫や車などが津波とともに境内に押し寄せ、社務所や宮司宅、神輿などが大きな被害を受けた。その後ボランティア活動や諸機関の援助により、神輿や社務所・鎮守の森の復旧、流失した伝統芸能用の備品の寄贈が行われており、宮司をはじめ地域の氏子・崇敬者の尽力により郷土の伝統芸能も受け継がれている。

## 「荒浜川口神社　輿納気合（木遣り）歌」
川口神社で、例祭で使われた神輿を神社へ収める際に歌われる木遣り歌が「荒浜川口神社　輿納気合（木遣り）歌」である。
歌詞の内容は、歌い出しは祭日和を、その後に日本各地に祀られる自社を含めた十座の神仏、締めに御輿を担ぐ若い衆への掛け声で構成されている。
（歌詞）
ドドゴーセ（3回繰り返し）　ドドゴーセ（3回繰り返し）　アララー　ドッコイー
ヤーイ　今日は日も良し　ヤーイ　ソーラ　天気も良いし　ヨーオイトナー
ヤーイ　国の始まり　ヤーイ　ソーラ　大和の国だよ　ヨーオイトナー
一デ　貴の殿の　ヤーイ　ソーラ　大日様だよ　ヨーオイトナー
二デ　新潟の　ヤーイ　ソーラ　白山様だよ　ヨーオイトナー
三デ　讃岐の　ヤーイ　ソーラ　金比羅様だよ　ヨーオイトナー
四デ　信濃の　ヤーイ　ソーラ　善光寺様だよ　ヨーオイトナー
五デ　出雲の　ヤーイ　ソーラ　大社様だよ　ヨーオイトナー
六デ　六社の　ヤーイ　ソーラ　塩釜様だよ　ヨーオイトナー
七デ　七島の　ヤーイ　ソーラ　弁天様だよ　ヨーオイトナー
八デ　八幡の　ヤーイ　ソーラ　八幡様だよ　ヨーオイトナー
九デ　熊野の　ヤーイ　ソーラ　権現様だよ　ヨーオイトナー
十デ　所の　ヤーイ　ソーラ　川口様だよ　ヨーオイトナー
ヤーイ　若い衆　頼むぞ　ヤーイ　ソーラ　納を頼むぞ　ヨーオイトナー

## 境内（震災後）
- 参道には忠魂碑や水神碑、エノキの大木、社殿付近には神輿堂、社務所がある。

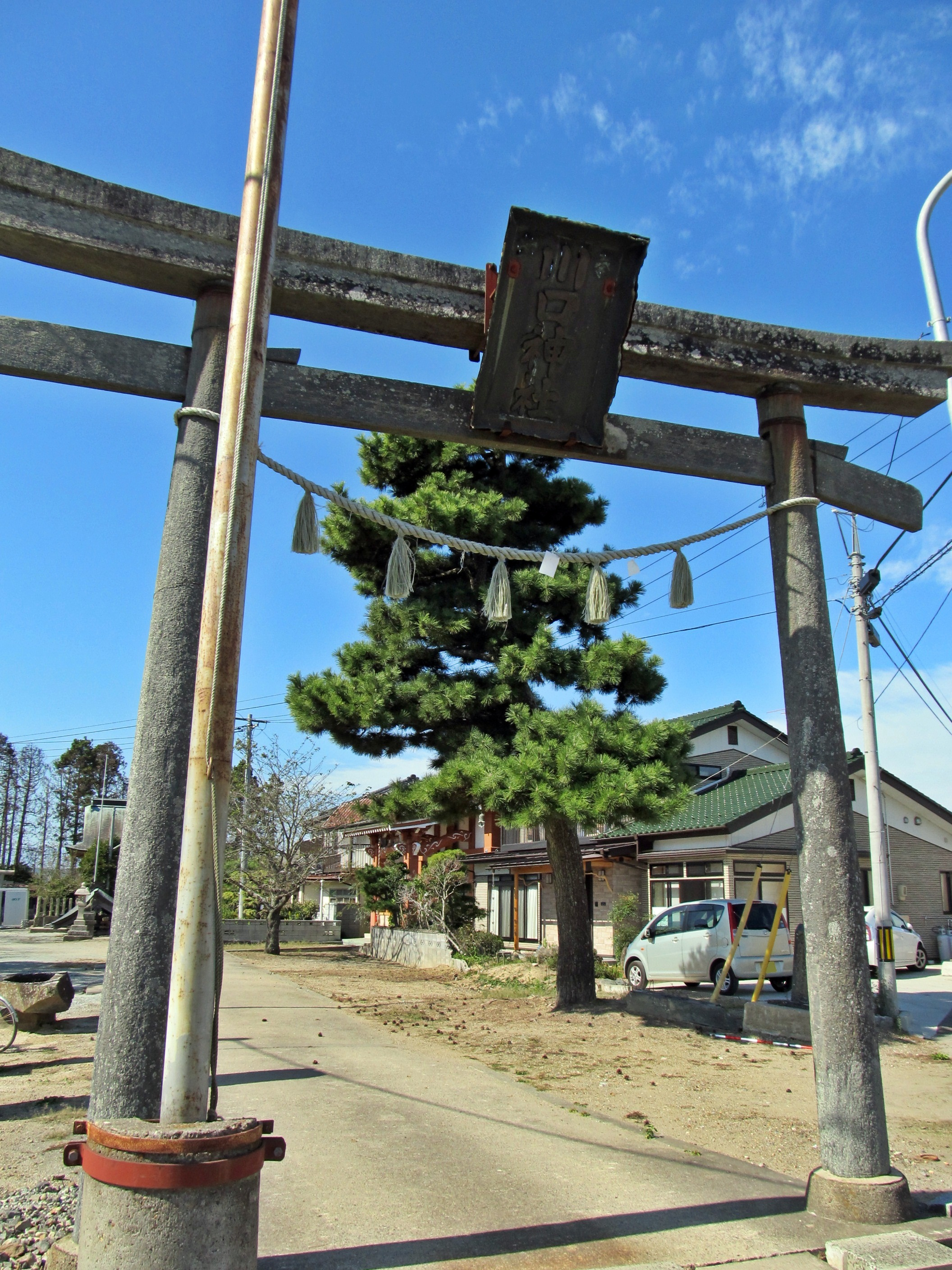
川口神社鳥居
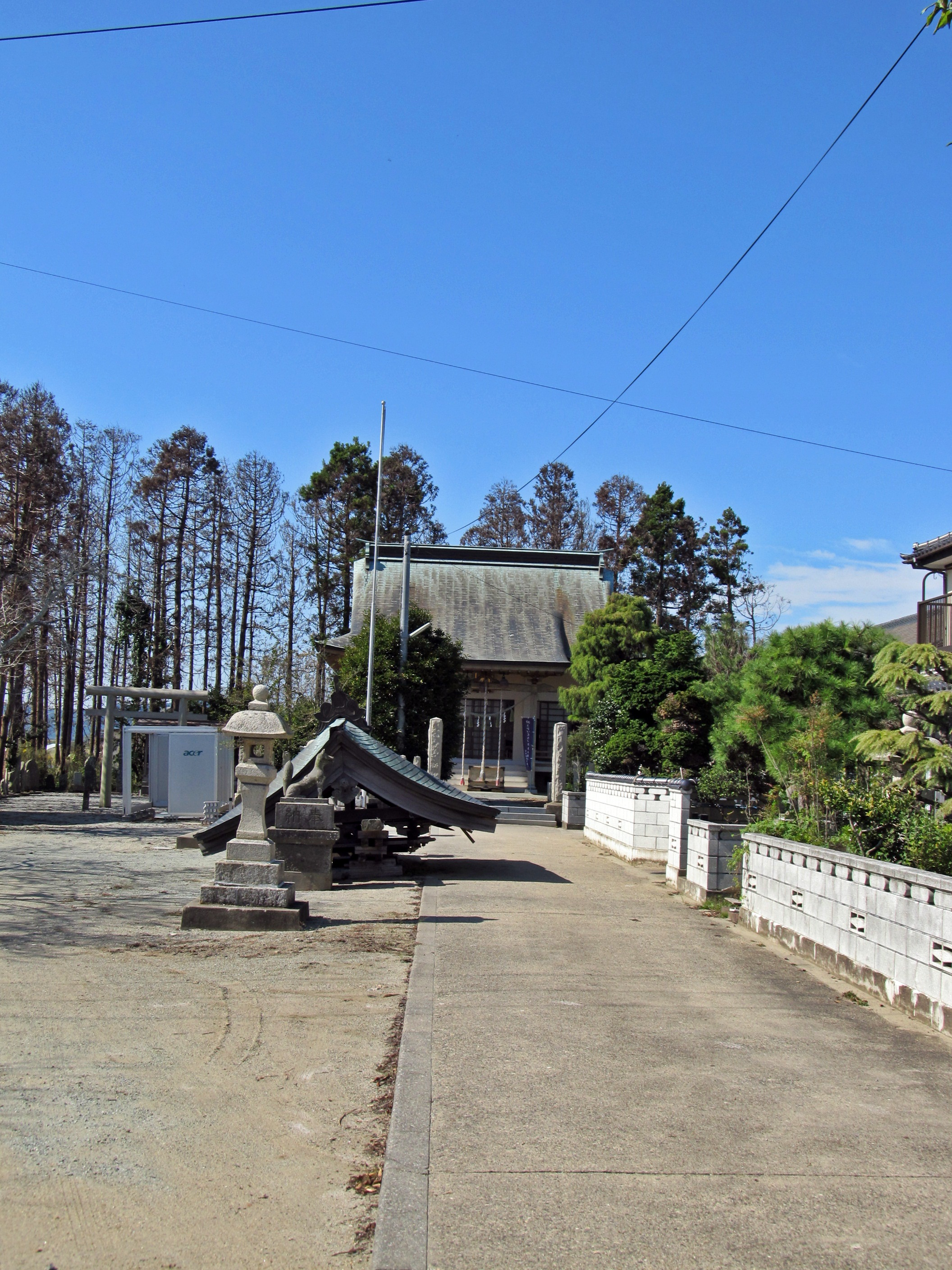
川口神社境内 津波により手水舎は崩れている
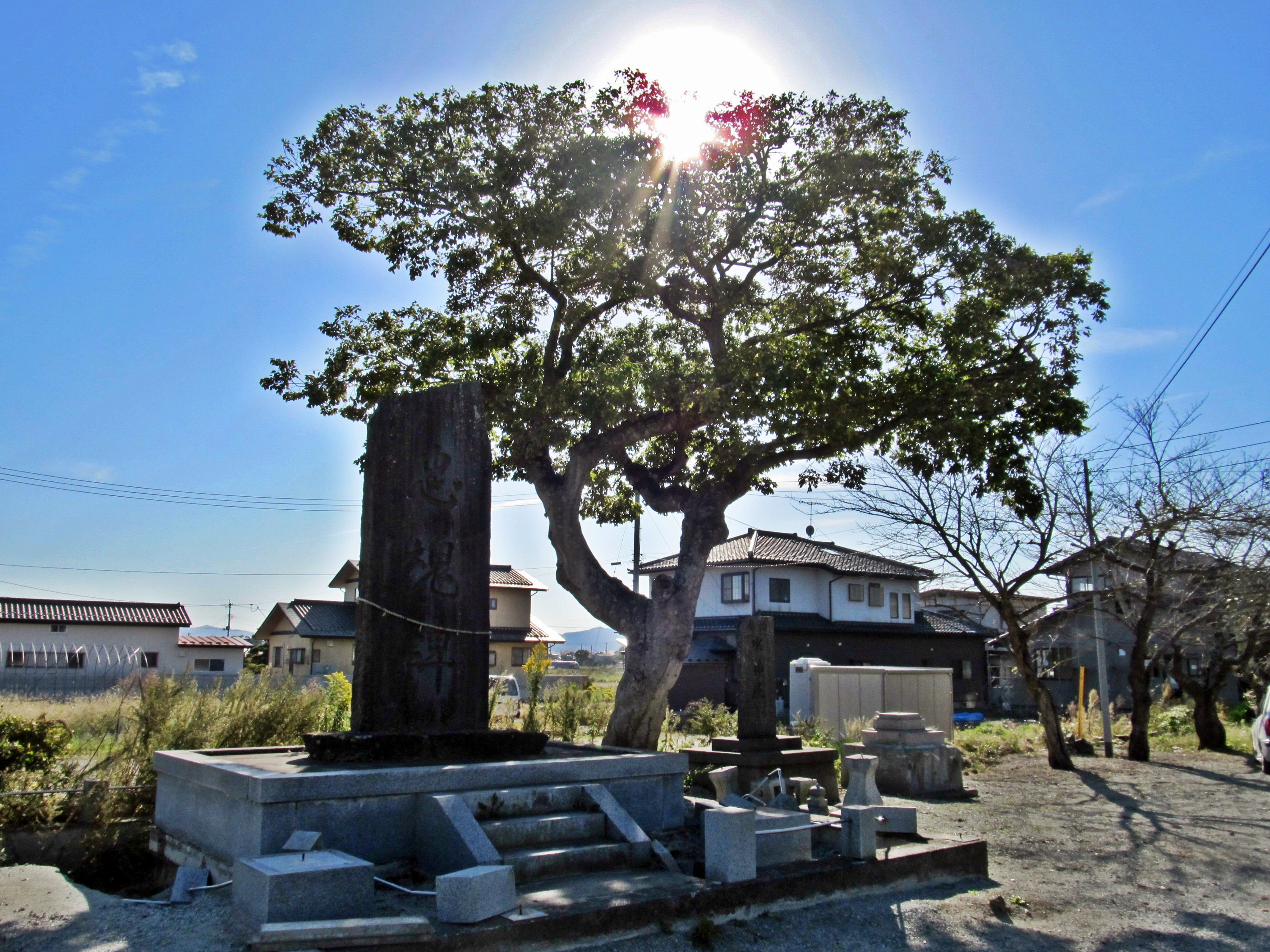
川口神社境内 忠魂碑・水神碑・エノキの大木が立っている
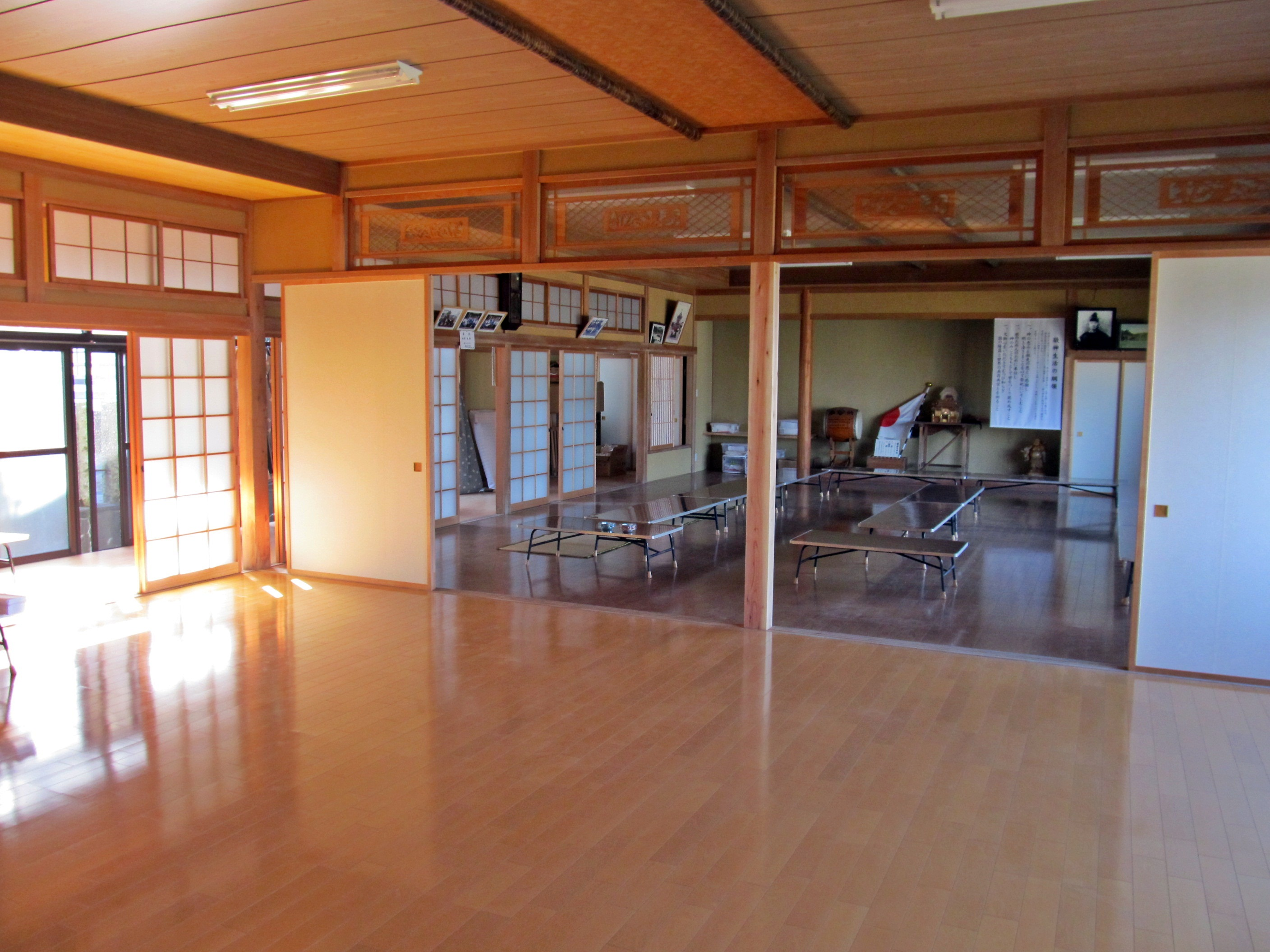
社務所内 津波の被害を受けたが、2012年10月に復旧した。
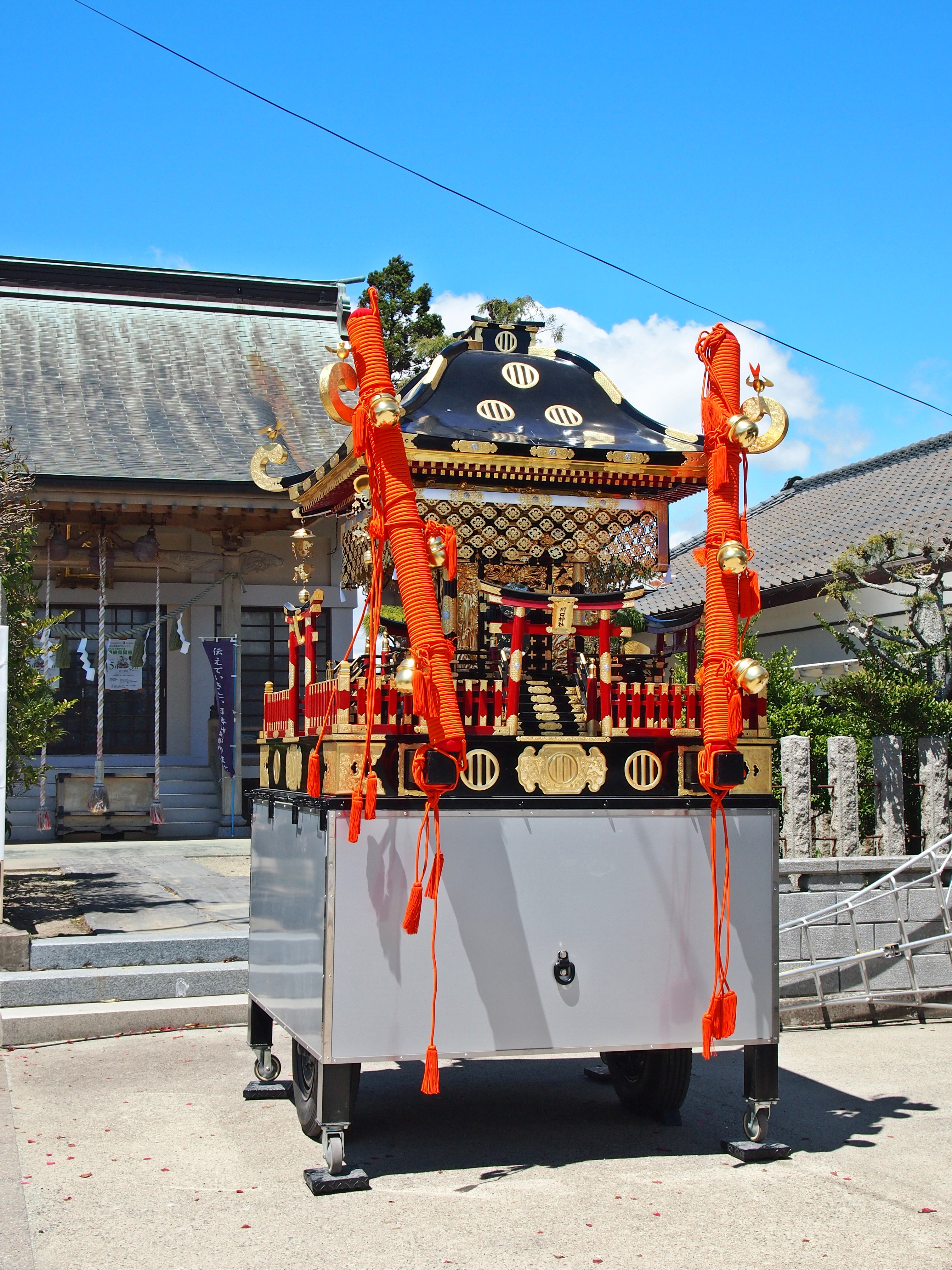
川口神社の神輿 津波により大破したが、2013年に修復が完了し川口神社へ奉納されたもの

- 社殿（拝殿・幣殿・本殿）

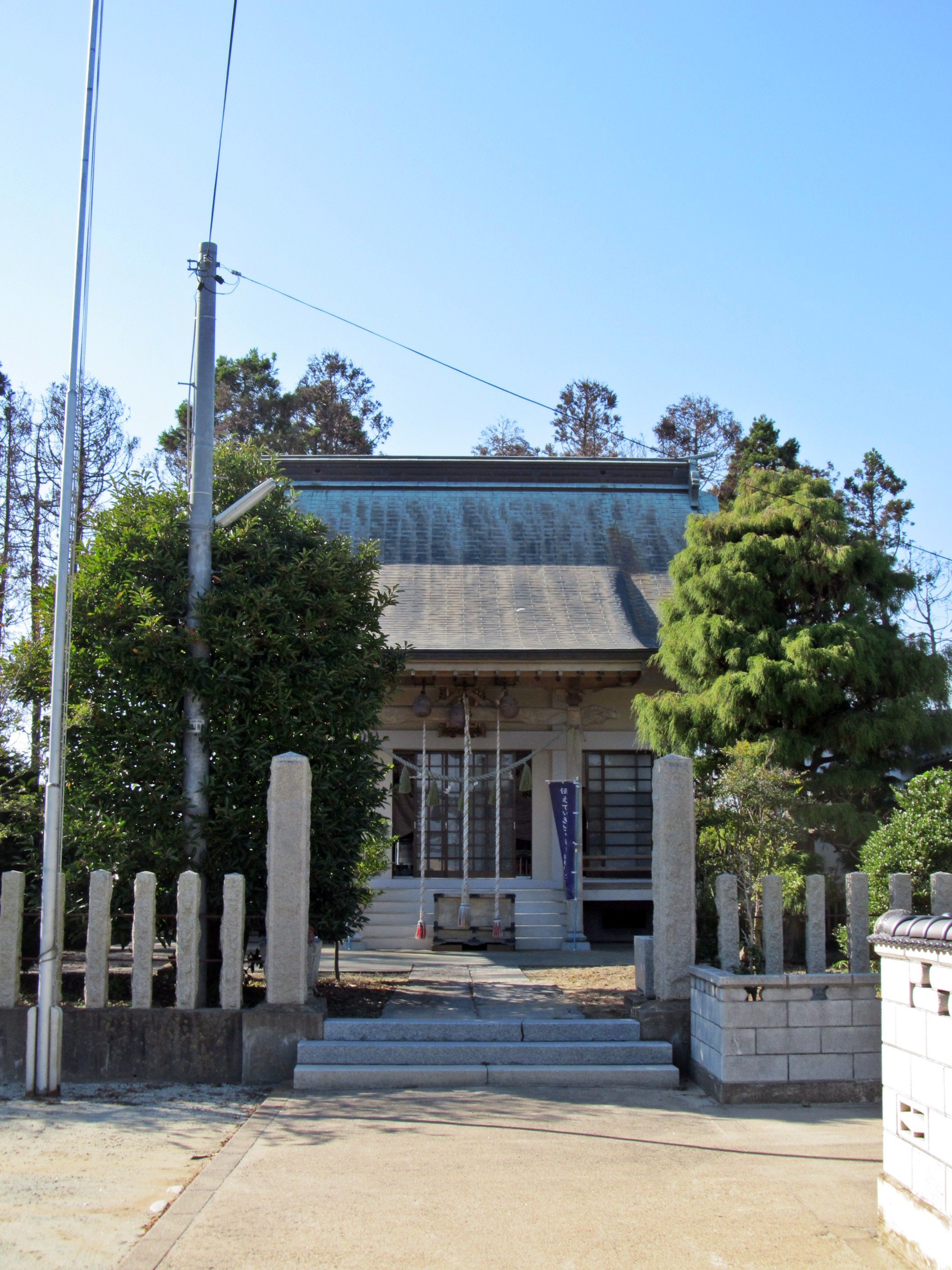
川口神社拝殿
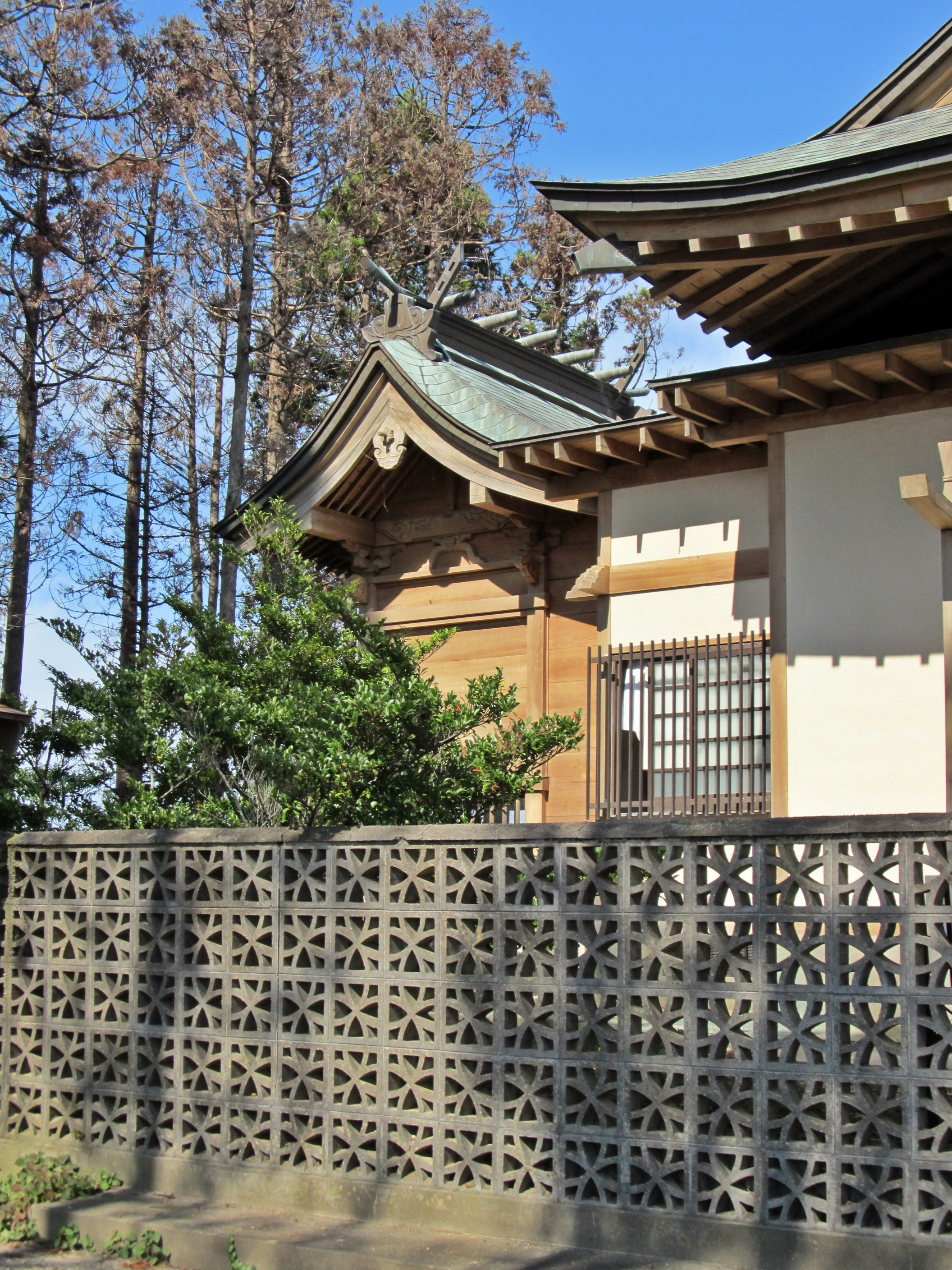
川口神社本殿
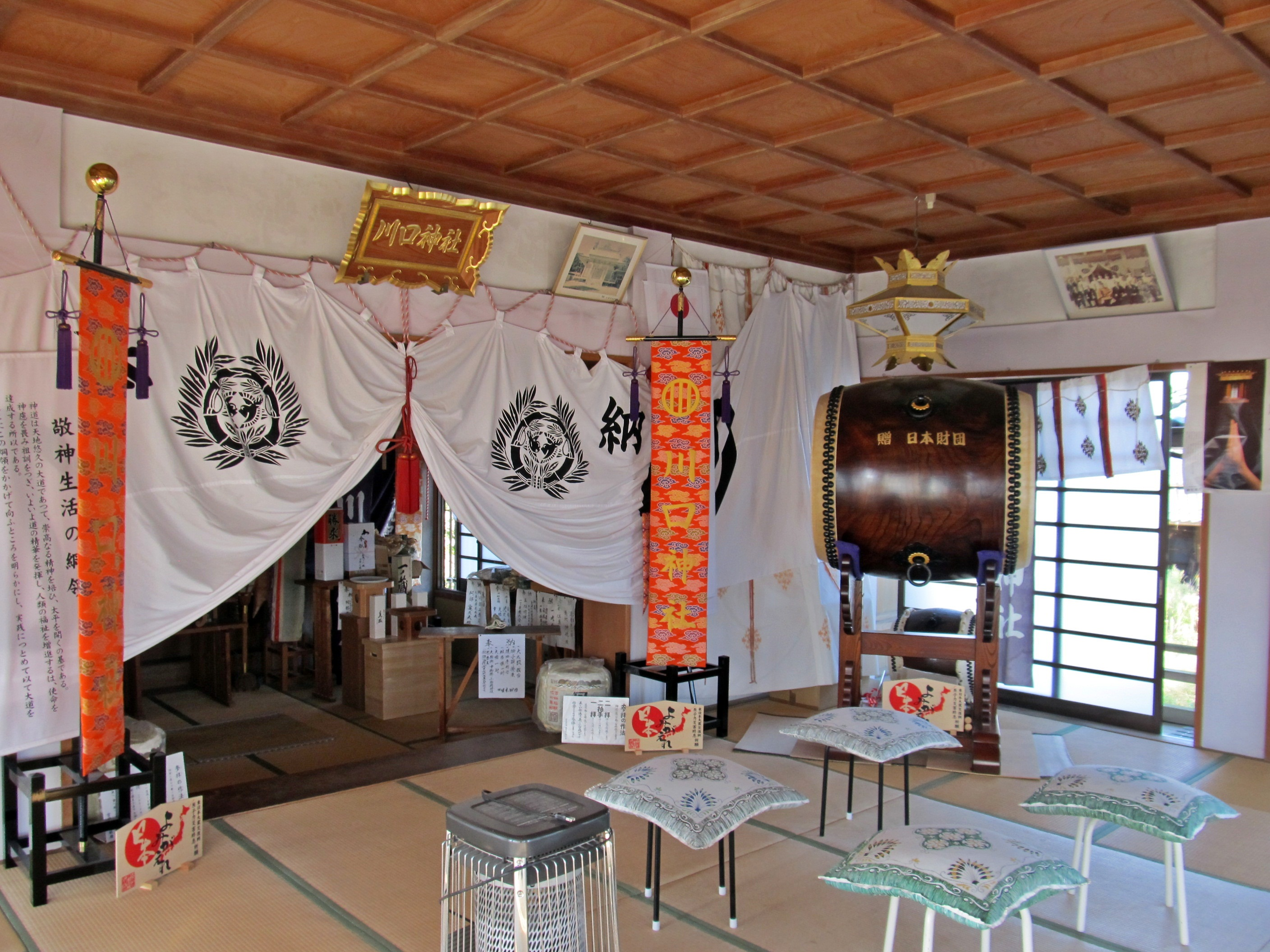
川口神社拝殿内 日本財団の震災復興支援事業により寄贈された大太鼓が置かれている。
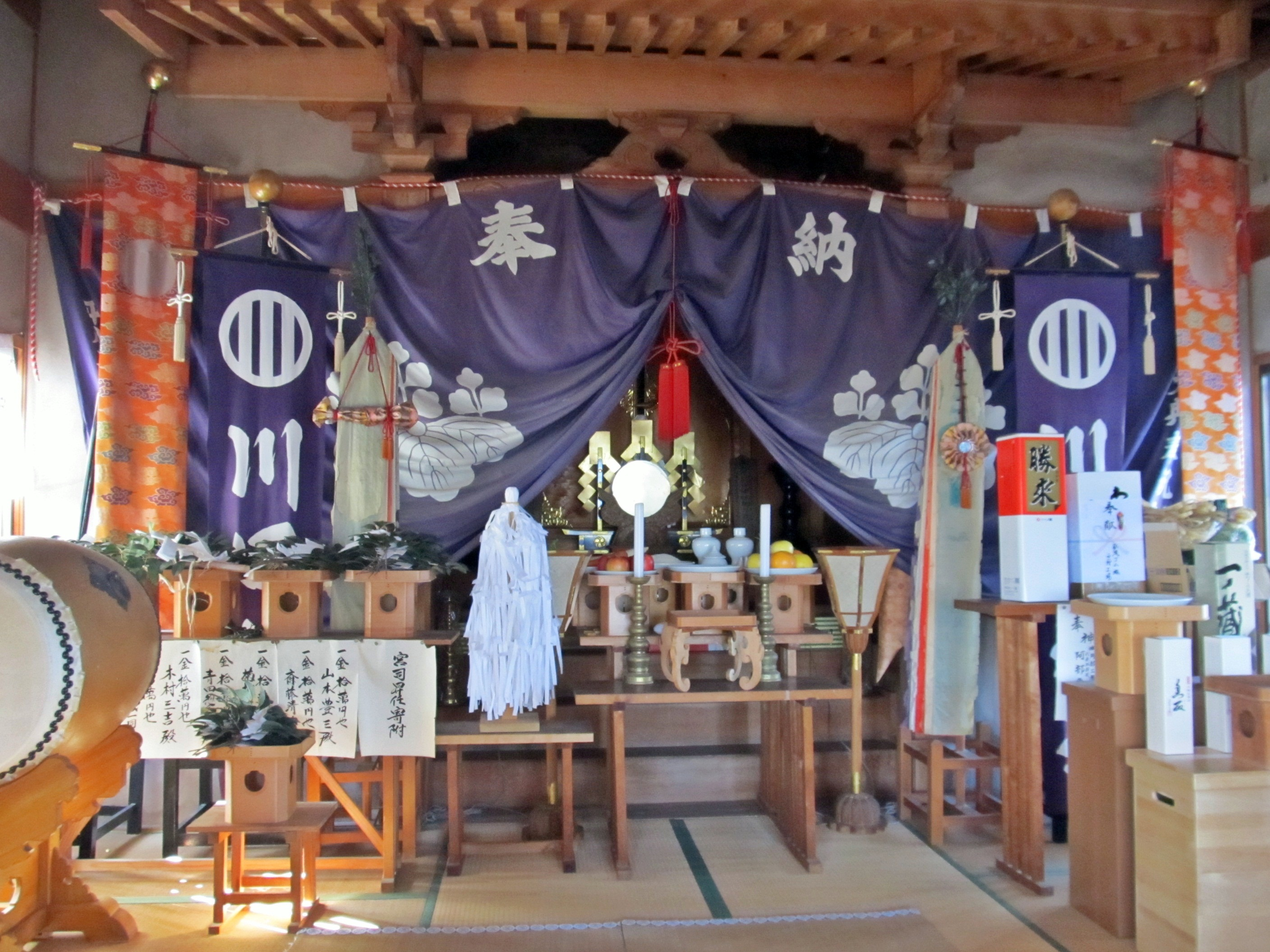
川口神社幣殿内

- 境内社
  - 金比羅神社（祭神：大物主神、事代主神）：川口神社創建時に勧請されたと伝わる。
  - 住吉神社（祭神：底筒男神、中筒男神、表筒男神）：川口神社創建時に勧請されたと伝わる。
  - 青麻神社（祭神：天照大御神・月読神・天之御中主神）

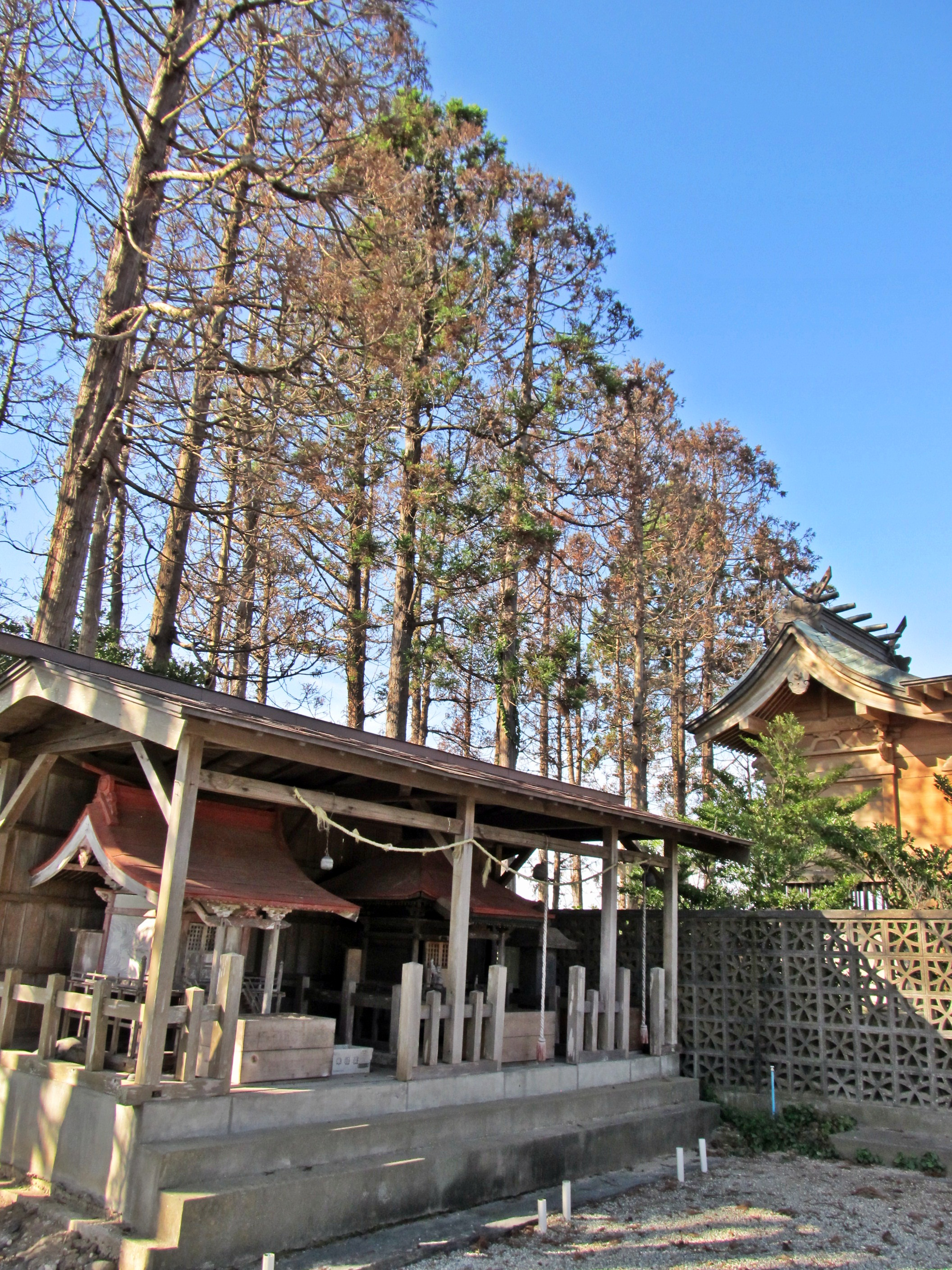
川口神社境内社と本殿 津波による塩害により、鎮守の森のほとんどが枯れている
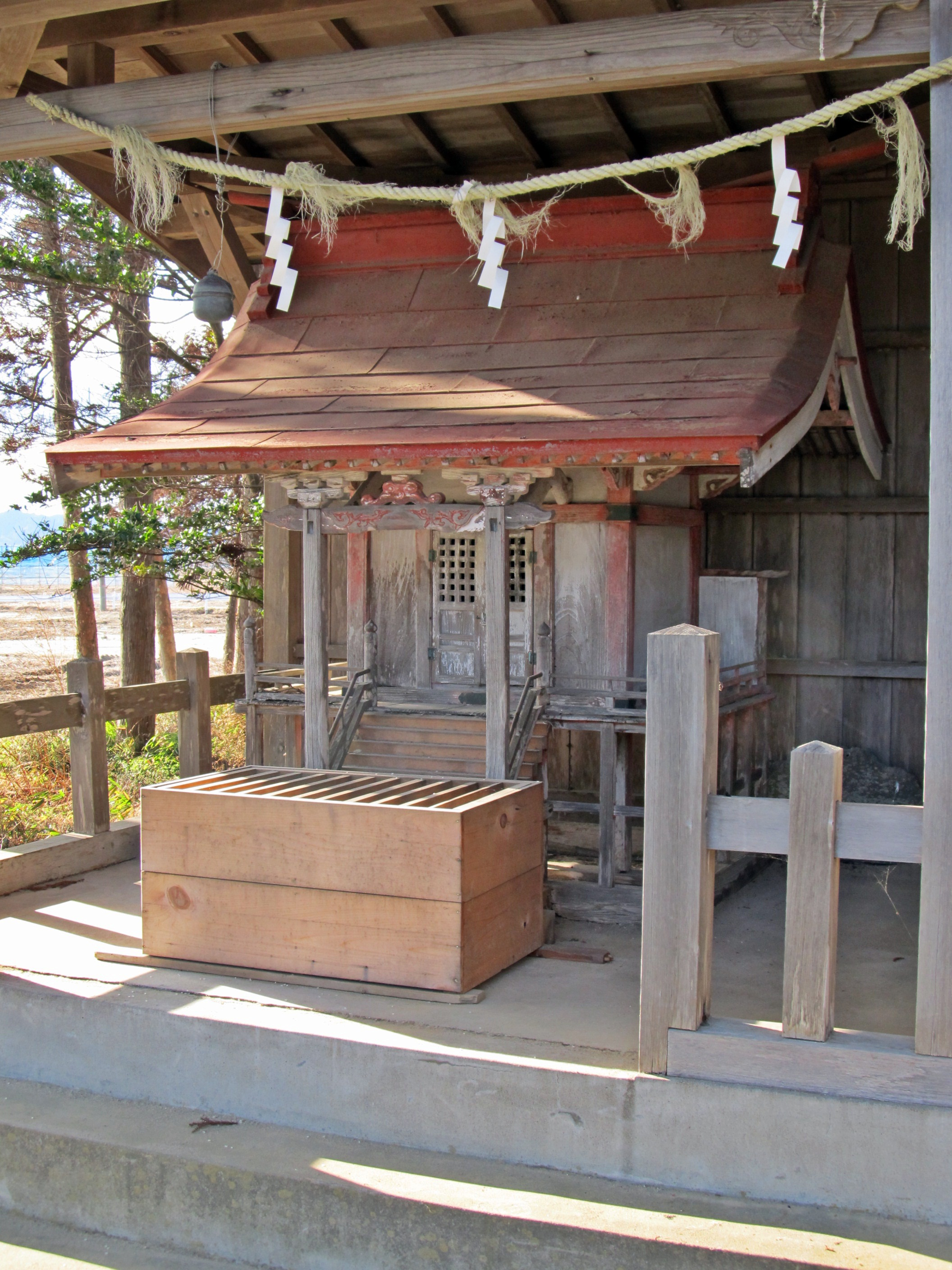
金比羅神社
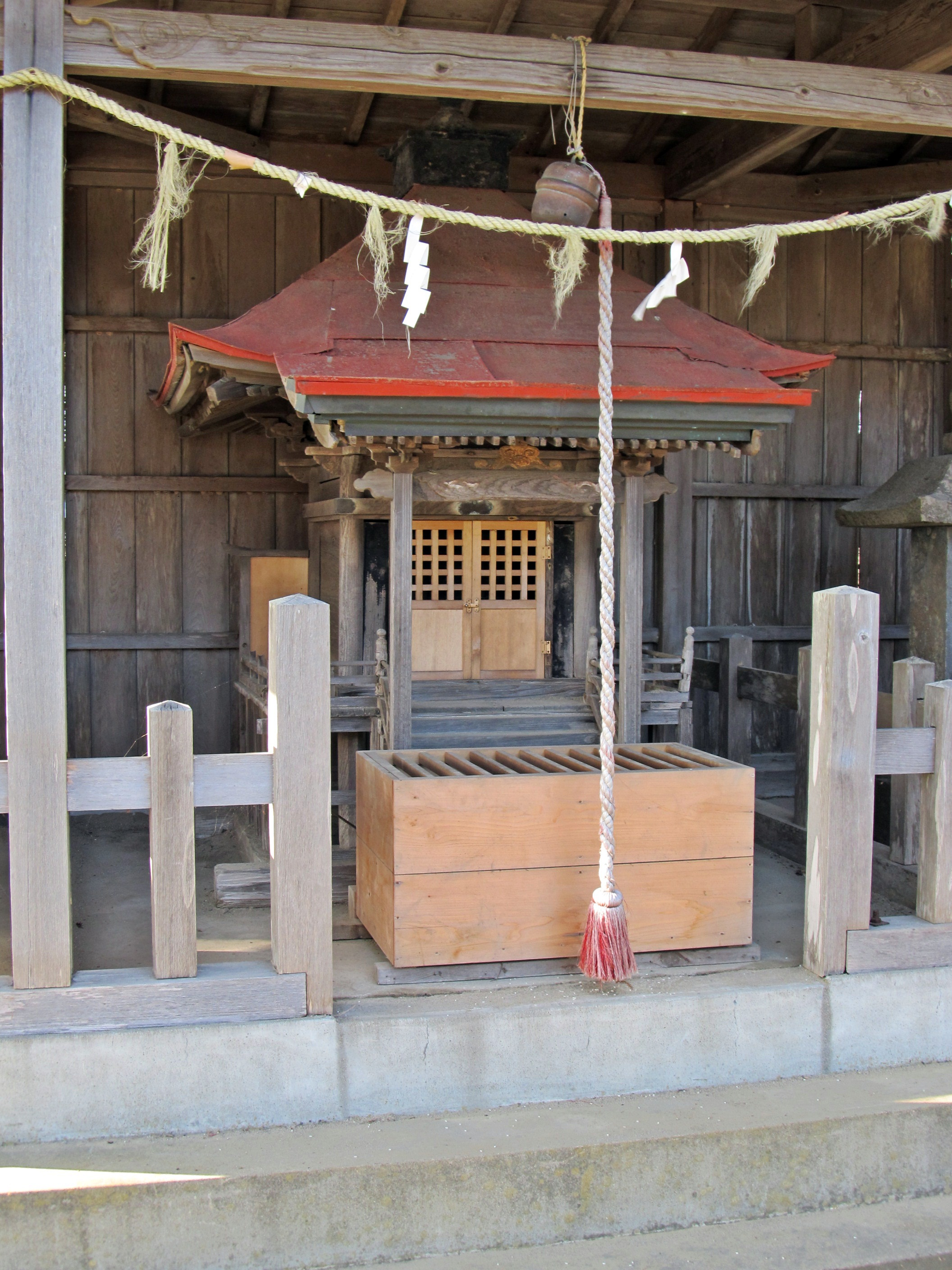
住吉神社
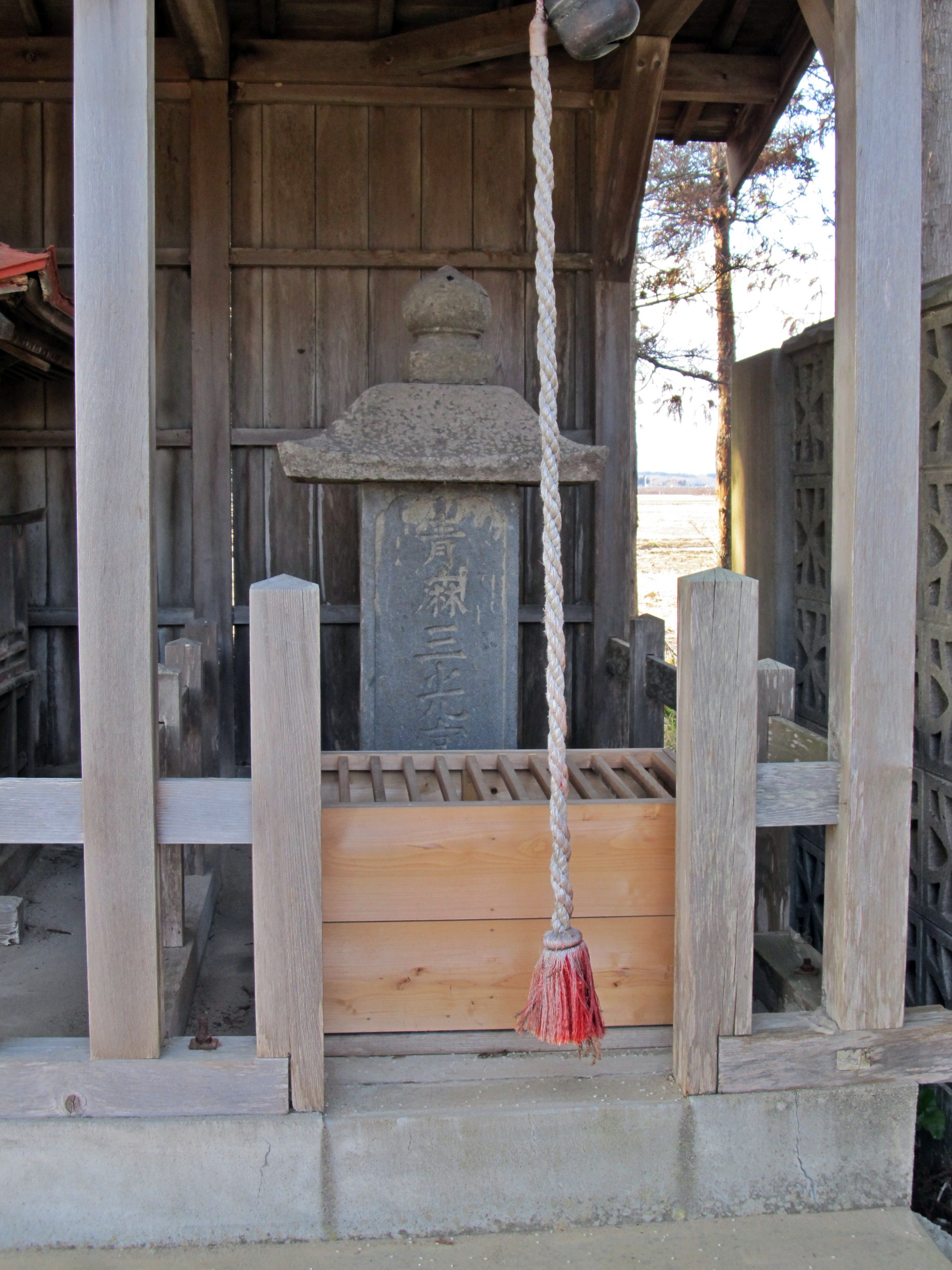
青麻神社

- 境内参道入口には、明治時代まで川口神社の別当を務めた天台寺門宗・成就院が鎮座している。十一面観音を安置する。御前立像は21cm（七寸）、本尊は絶対秘仏である。

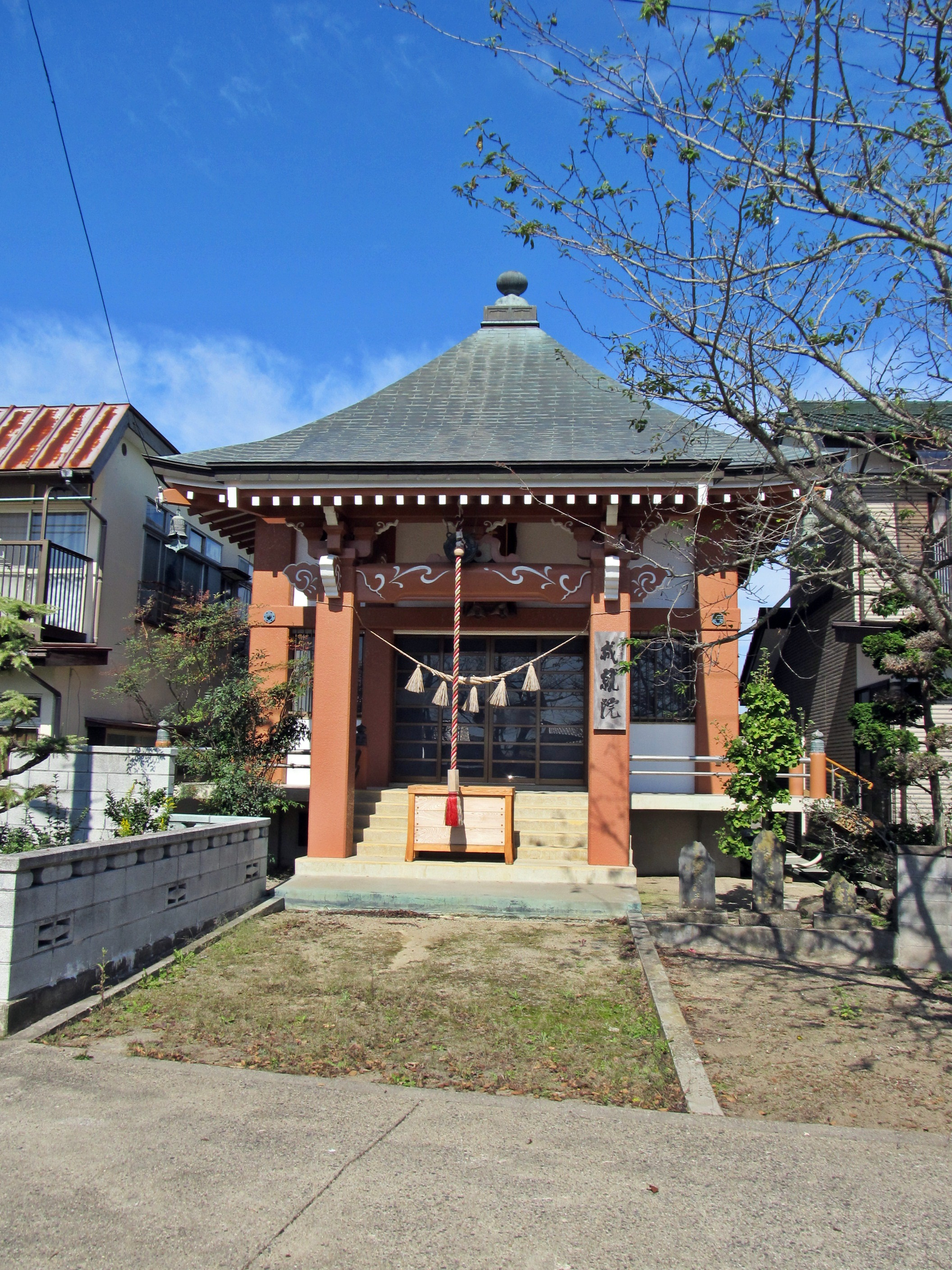
天台寺門宗・成就院

なお、境内については、東日本大震災による阿武隈川河口堤防の改修工事を受けて、参道入口や成就院付近の土地が堤防になるため移転や制限を受けてしまうという。また、境内の樹木についても津波による塩害を受けたため、日本財団や日本文化興隆財団などの支援を受けて2013年5月に植林活動が行われた。

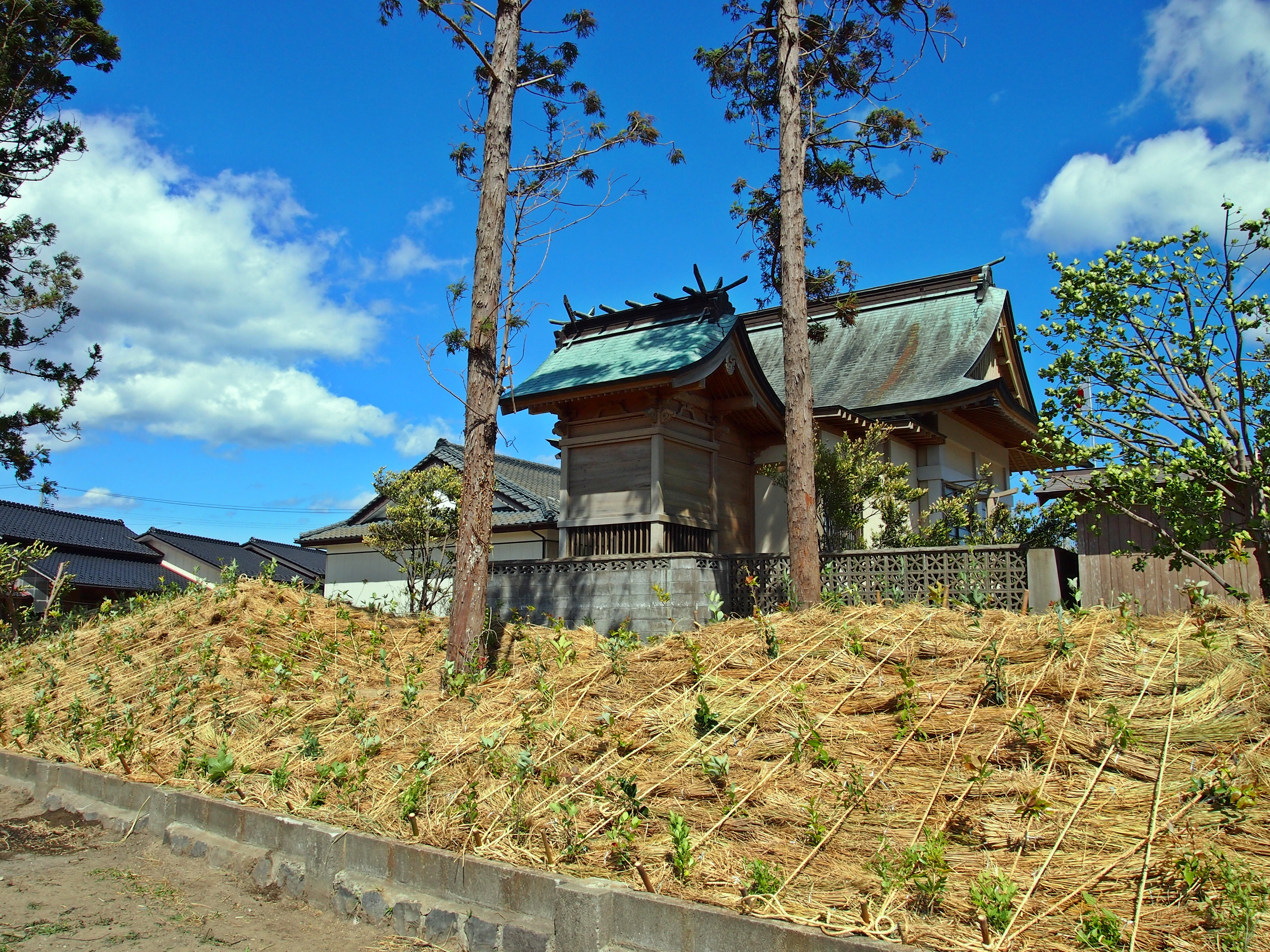
2013年5月3日に行われた植樹祭後の社殿付近
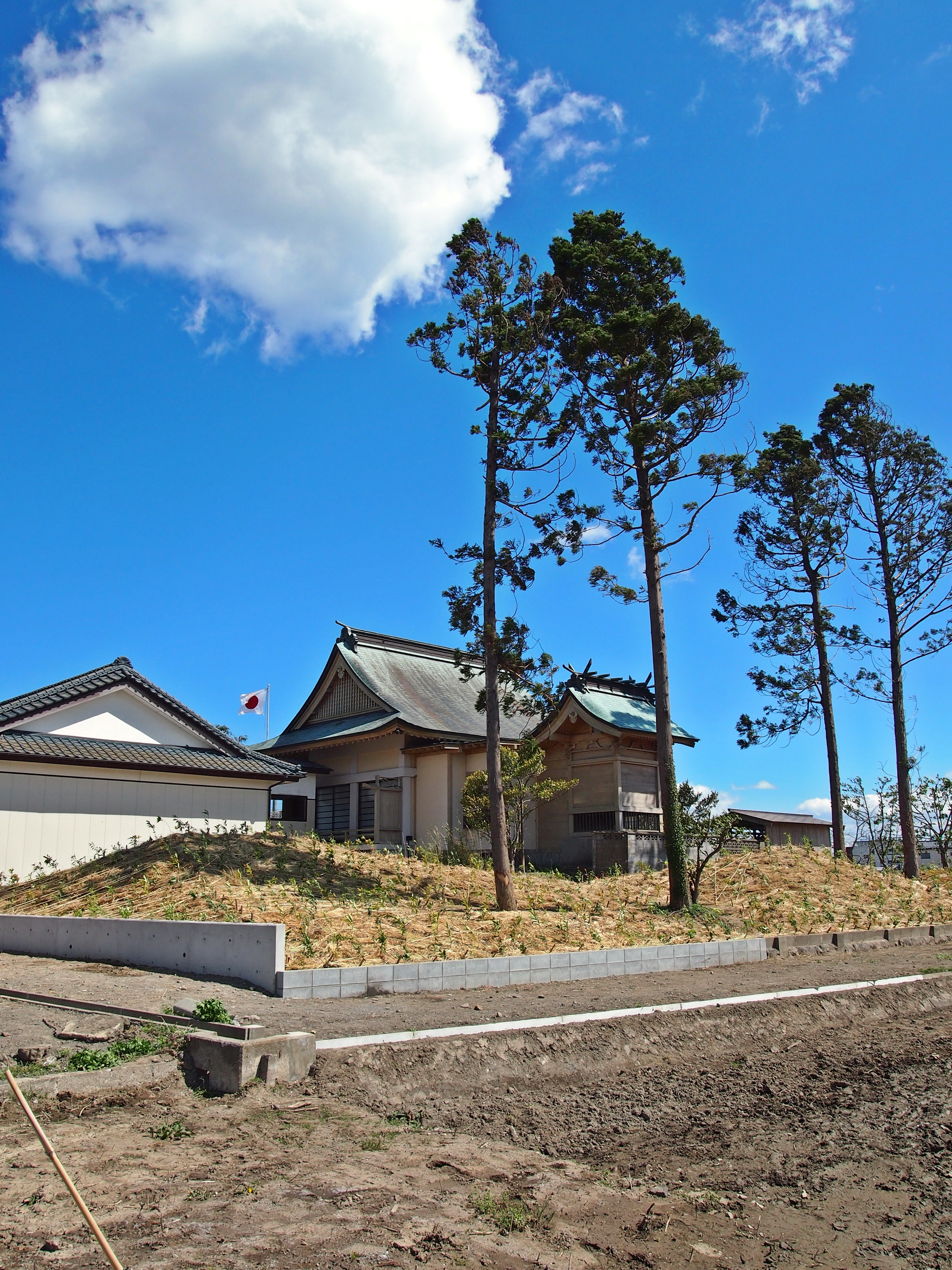
2013年5月3日に行われた植樹祭後の社殿付近

## 湊神社
川口神社の北2.3キロにある高須賀地区には湊神社が鎮座している。本殿は亘理町指定文化財。祭神は大海津見神である。創建は弘和3年/永徳3年（1383年）。鎮座地である高須賀地区は阿武隈川の旧河口にあたる。太平洋から押し寄せる波と川からの土砂で流れが変化しやすく、浅瀬が多くできているため、船の出入りが困難で、遭難事故も多かったという。そこで、弘和3年/永徳3年（1383年）3月10日、亘理行胤が河口の安全を祈願して建立したと伝わる。明治5年（1872年）11月に村社に指定されたが、明治42年（1909年）3月23日に川口神社へと合祀させられた。
神体は鮫の背中に乗る金色の十一面観音像であると伝わる。この観音像には以下の伝説がある。
- ある年の大水の時、観音像が阿武隈川上流のどこかから流れてきた。海に流れ出ようとしているこの観音像を鮫が見つけ、多くの鮫が協力して、この観音像を陸地に押し上げた。
- 嵐で海に流された漁師が鮫に助けられたと云われ、その恩に報いるために村民は「鮫に乗る十一面観音像」を神体として湊神社を建立した。高須賀地区の人々は、鮫や鮫肉を原料とするかまぼこ等の練り物を食べなかったという。

社殿は江戸時代末期のもので一間社流造。前面・側面に高欄を設ける。向拝や社殿側面の蟇股にみられる江戸時代末期の彫刻が見事なことから、昭和57年（1982年）5月に亘理町指定文化財となった。
高須賀地区の湊神社の対岸の岩沼市寺島地区瀬崎には、住吉三神の一柱である表筒男神を祀る湊神社（宝貴明神）が阿武隈川を挟むかのように鎮座している。

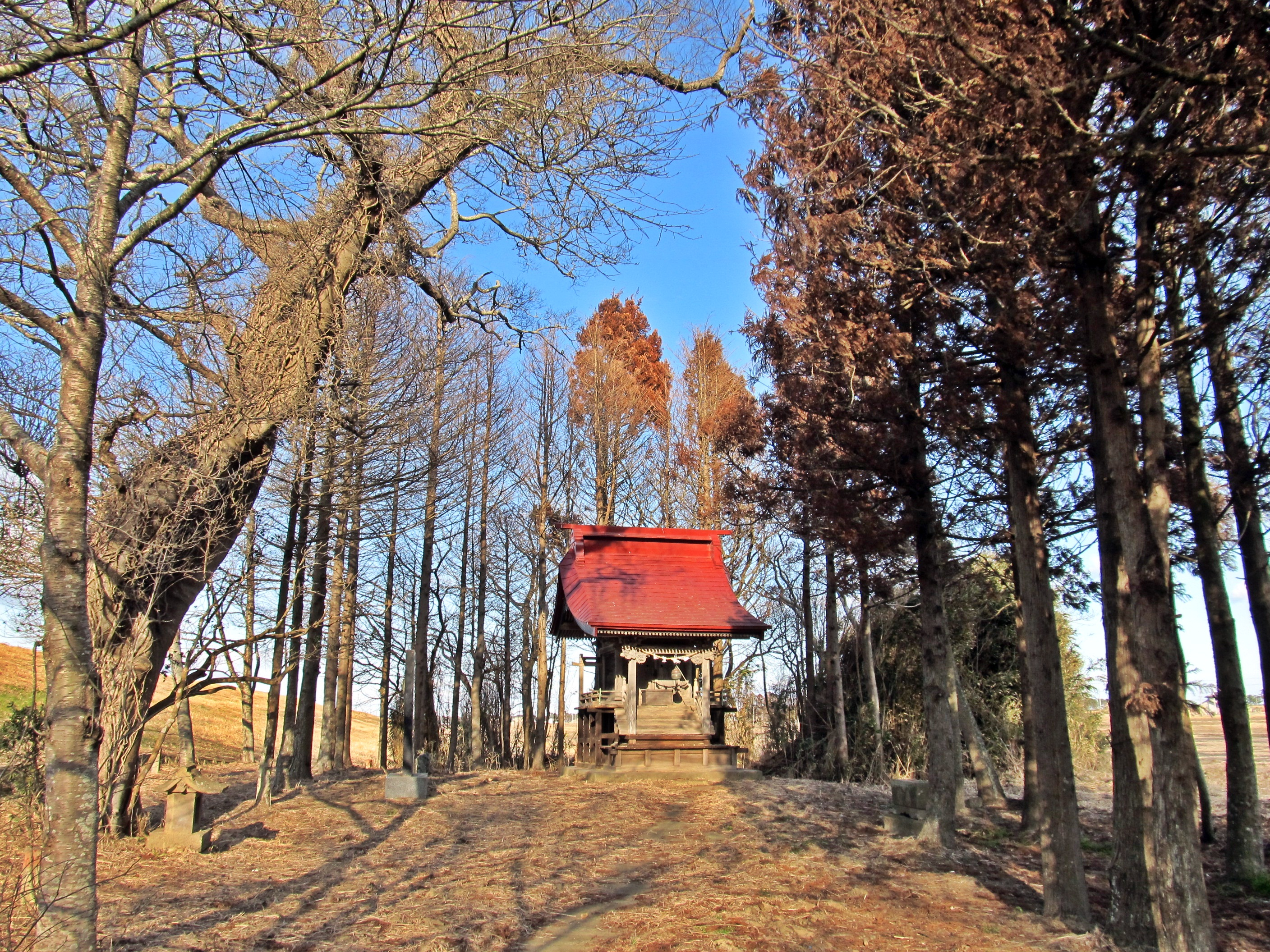
岩沼市寺島地区の湊神社境内 左側の土手が阿武隈川になる
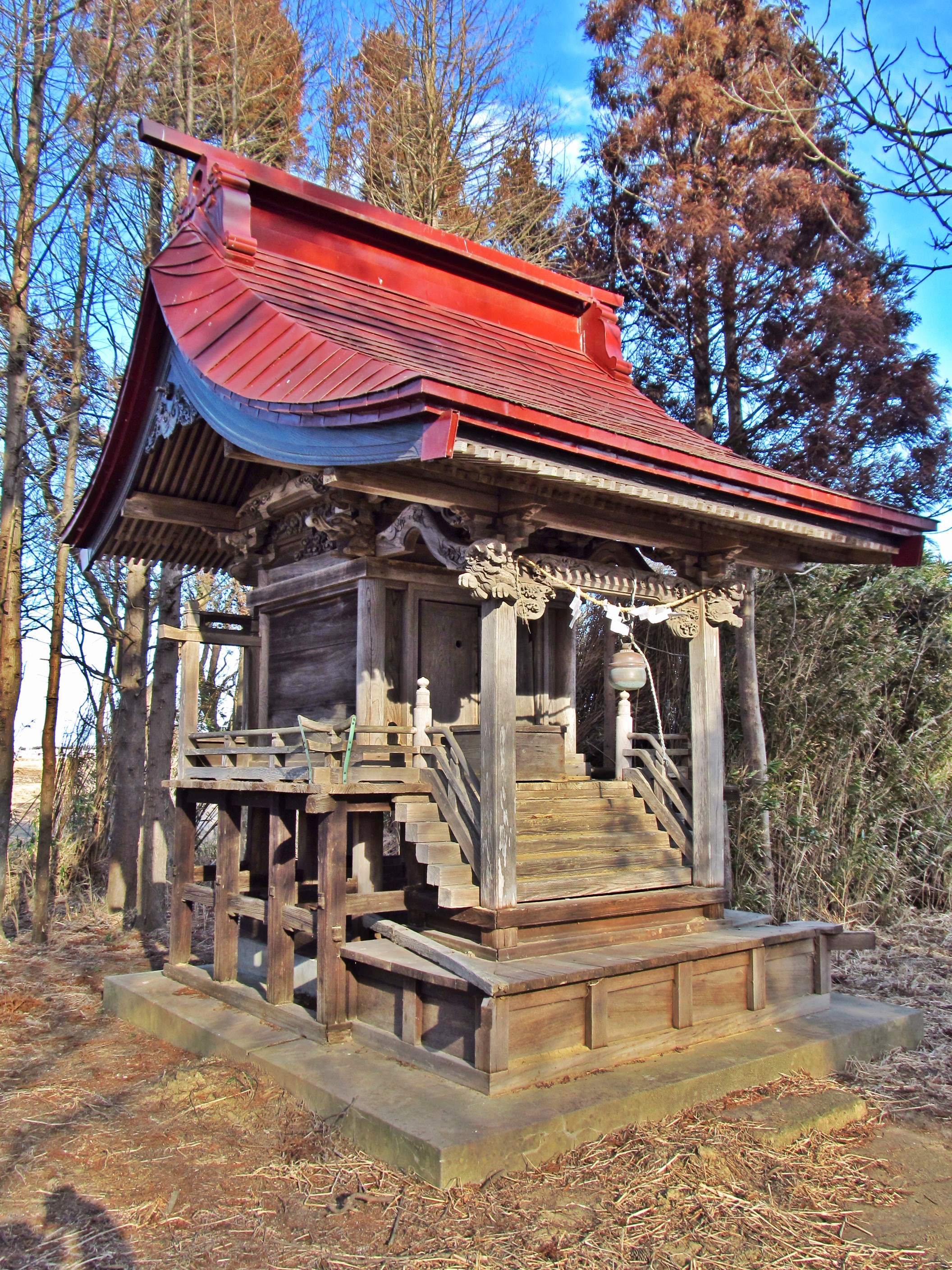
湊神社社殿 別名『宝貴明神』